# Aux Confins de l'orage
Aux Confins de l'orage est une œuvre orchestrale de la compositrice française Camille Pépin, écrite en 2021.

## Contexte et création
Camille Pépin écrit Aux Confins de l'orage en 2021 pour répondre à une commande du Festival international de musique Besançon Franche-Comté. L'œuvre est créée lors de la finale du Concours international de jeunes chefs d’orchestre de Besançon sous la baguette des trois concurrents finaux : Jiong-Jie Yin, Deun Lee et Chloé Dufresne.
Une reprise de l'œuvre est faite par la Philharmonie nationale d'Ukraine et sous la direction de Sergii Golubnychyi pour un concert hommage, deux ans exactement après l'invasion de l'Ukraine par la Russie. L'œuvre est reprise le 25 janvier 2025 par l'Orchestre symphonique du Conservatoire de musique de Montréal sous la direction de Jean-Marie Zeitouni.

## Structure
L'œuvre se compose de trois parties :
1. Sphères jaune-orange
2. Sylphes rouges
3. Jets bleus

## Analyse
La compositrice utilise des timbres évoquant les cieux, notamment avec les percussions à hauteurs déterminées comme le vibraphone, les cloches, et indéterminées comme les crotales ou le gong, ainsi que la harpe et le célesta. L'œuvre est assez conventionnelle, et s'inscrit dans la lignée traditionnelle de Anton Bruckner ou de Jean Sibelius, bien qu'elle soit teintée d'accents hollywoodiens.